# Nikki Cox
Nicole Avery Cox, detta Nikki (Los Angeles, 2 giugno 1978), è un'attrice statunitense.

## Biografia

### Carriera
È nota al pubblico per i ruoli di "Nikki White" nella serie televisiva Nikki, "Tiffany Malloy" nella serie E vissero infelici per sempre e "Mary Connell" nella serie Las Vegas.

### Vita privata
Il 29 dicembre 2006 si è sposata con l'attore e comico Jay Mohr a Los Angeles. Nel dicembre 2008, Mohr ha chiesto a un tribunale di Los Angeles di consentirgli di aggiungere il cognome della moglie Cox al suo, diventando quindi legalmente Jon Ferguson Cox Mohr.

## Filmografia parziale

### Cinema
- Moonwalker, regia di Jerry Kramer (1988)
- Terminator 2 - Il giorno del giudizio (Terminator 2 - Judgement Day), regia di James Cameron (1991)
- Delitti inquietanti (The Glimmer Man), regia di John Gray (1996)
- La famiglia del professore matto (Nutty Professor II: The Klumps), regia di Peter Segal (2000)
- Don's Plum, regia di R.D. Robb (2001)

### Televisione
- Il mio amico Mac (1988)
- Baywatch - serie TV, episodio 2×07 (1991)
- General Hospital - serial TV, 45 puntate (1993-1995)
- Star Trek: The Next Generation – serie TV, episodio 2×15 (1989)
- E vissero infelici per sempre - serie TV, 100 episodi (1995-1999)
- Las Vegas - serie TV, 88 episodi (2003-2007)
- Ghost Whisperer - Presenze - serie TV, episodio 3×16 (2008)
- Un matrimonio sotto l'albero (A Christmas Wedding Tail), regia di Michael Feifer - film TV (2011)

## Doppiatrici italiane
Nelle versioni in italiano delle opere in cui ha recitato, Nikki Cox è stato doppiato da:
- Rossella Acerbo in Terminator 2 - Il giorno del giudizio, Las Vegas
- Chiara Colizzi in E vissero infelici per sempre
- Emanuela Rossi in Ghost Whisperer - Presenze